# ژائو دو
ژائو دو (انگلیسی: Zhao Duo؛ زادهٔ ۲۶ مهٔ ۱۹۶۳) بازیکن والیبال اهل چین بود. وی در بازی‌های المپیک تابستانی ۱۹۸۴ شرکت کرده‌است.